# Referent
Referent (prowadzący sprawę) – w polskim porządku prawnym osoba (urzędnik) upoważniona do merytorycznego załatwienia danej sprawy. 

## Czynności kancelaryjne
Prowadzący sprawę realizuje w toku sprawy przewidziane czynności kancelaryjne. Te czynności to w szczególności: rejestrowanie sprawy, przygotowanie projektów pism w sprawie, dbanie o terminowość załatwienia sprawy i kompletowanie akt sprawy. Taką definicję formułuje rozporządzenie w sprawie instrukcji kancelaryjnej z 2011 roku.

## Zakres podmiotowy
Zakres podmiotowy obecnie obowiązującego rozporządzenia z 2011 r. wynika z art. 6 ust. 2b ustawy z 14 lipca 1983 r. o narodowym zasobie archiwalnym i archiwach. Z tych przepisów wynika, że osobę prowadzącego sprawę spotkać można w:
- organach gminy i związkach międzygminnych oraz w urzędach obsługujących te organy i związki,
- organach powiatu i starostwach  powiatowych,
- organach samorządu województwa oraz urzędach marszałkowskich,
- organach zespolonej administracji rządowej w województwie i urzędach obsługujących te organy.

## Kompetencje prowadzącego sprawę

### W systemie EZD
W systemie EZD (elektronicznego zarządzania dokumentacją) prowadzący sprawę:
- może na równi z punktem kancelaryjnym dokonać rejestracji przesyłek otrzymanych pocztą elektroniczną (tylko tych adresowanych na skrzynkę poczty elektronicznej  podaną w Biuletynie Informacji Publicznej jako właściwą do kontaktu z podmiotem oraz tych adresowanych na indywidualne skrzynki poczty elektronicznej mające istotne znaczenie dla odzwierciedlania przebiegu załatwiania i rozstrzygania spraw przez podmiot).

- Prowadzący sprawę sprawdza, czy przekazana przesyłka:
  - dotyczy sprawy już wszczętej (wtedy dołącza ją do akt sprawy),
  - rozpoczyna nową sprawę (wtedy na podstawie przesyłki rejestruje nową sprawę).
- Jeżeli sprawa została załatwiona ustnie, prowadzący sprawę sporządza w aktach sprawy notatkę służbową opisującą sposób załatwienia sprawy oraz odnotowuje zakończenia sprawy w systemie EZD.
- Jeżeli przesyłka nie kończy sprawy, prowadzący sprawę załatwia ją w odpowiednim dla niej trybie, w tym przygotowuje projekty pism.
- Prowadzący sprawę dba o kompletność metadanych odnoszących się do sprawy oraz przesyłek lub pism włączonych do akt sprawy. W szczególności:
  - nadaje sprawie tytuł,
  - wpisuje do systemu EZD metadane,
  - uzupełnia metadane przesyłek wpływających (jeżeli nie zostały określone automatycznie lub przez punkt kancelaryjny),
  - wpisuje metadane dla przesyłek przeznaczonych do wysyłki (jeżeli nie zostały określone automatycznie).

### W systemie tradycyjnym
Jeżeli sprawa dotyczy sprawy wchodzącej w zakres zadań prowadzącego sprawę, oznacza to, że jest przez niego zakładana oraz że jest on odpowiedzialny za jej prowadzenie i załatwienie.
Prowadzący sprawę sprawdza, czy przekazana przesyłka:
- dotyczy sprawy już wszczętej (wtedy dołącza przesyłkę do akt sprawy nanosząc na nią znak sprawy),
- rozpoczyna nową sprawę (wtedy traktuje przesyłkę jako podstawę założenia sprawy, wpisując odpowiednie dane do spisu spraw oraz nanosząc na nią znak sprawy).

Jeżeli przekazana do prowadzącego sprawę przesyłka kończy sprawę, ten, po włączeniu pisma do akt sprawy wpisuje do spisu spraw datę ostatecznego załatwienia sprawy).
Jeżeli przekazana przesyłka nie kończy sprawy, prowadzący sprawę załatwia ją w odpowiednim dla niej trybie, w tym przygotowuje projekty pism.
Jeżeli sprawa została załatwiona ustnie, prowadzący sprawę sporządza notatkę opisującą sposób załatwienia sprawy, umieszcza przesyłkę wraz z notatką w aktach sprawy oraz wpisuje do spisu spraw datę ostatecznego załatwienia sprawy.
Prowadzący sprawę może przedstawić pismo do akceptacji kierownikowi komórki organizacyjnej w formie papierowej lub elektronicznej. W pierwszym przypadku, na drugim egzemplarzu projektu pisma umieszcza on swój odręczny podpis (skrót podpisu) i datę jego złożenia.

## Stan prawny przed 1 stycznia 2011
Ewentualne rozbieżności wynikają z faktu obowiązywania w poprzednim stanie prawnym czterech odrębnych aktów:
- Rozporządzenia Ministra Spraw Wewnętrznych i Administracji z 18 grudnia 1998 r. w sprawie instrukcji kancelaryjnej dla zespolonej administracji rządowej w województwie,
- Rozporządzenia Prezesa Rady Ministrów z 18.12.1998 r. w sprawie instrukcji kancelaryjnej dla organów powiatu,
- Rozporządzenia Prezesa Rady Ministrów z 18.12.1998 r. w sprawie instrukcji kancelaryjnej dla organów samorządu województwa,
- Rozporządzenia Prezesa Rady Ministrów z 22.12.1999 r. w sprawie instrukcji kancelaryjnej dla organów gmin i związków międzygminnych,

– gdzie pracownika załatwiającego merytorycznie daną sprawę i przechowującego dokumentację sprawy w trakcie jej załatwiania określano mianem referenta.